# Piula de Nova Guinea
La piula de Nova Guinea (Anthus gutturalis) és un ocell de la família dels motacíl·lids (Motacillidae).

## Hàbitat i distribució
Habita praderies alpines de les muntanyes de Nova Guinea.